# Peter Tanev
Peter Tanev (født 19. juni 1968 i Allerød) er en dansk vejrvært, der har præsenteret vejrudsigten på TV 2 siden 1996. Han har en bachelorgrad i klimatologi fra Københavns Universitet.
Tanevs far var bulgar og han blev opdraget til at være katolsk.
Udover sit arbejde på fjernsynet giver Tanev også forelæsninger og foredrag om vejret, klima og miljø og han har udgivet to bøger.